# 軽セミトールワゴン
軽セミトールワゴン（けいセミトールワゴン）とは、軽自動車のスタイルの呼称の1つである。ミニバンの一種である軽トールワゴンから細分化されたジャンルで、特徴も軽トールワゴンのそれに共通する。

## 概要
スズキ・ワゴンRやダイハツ・ムーヴに代表されるユーティリティ性を重視した軽トールワゴン（ハイトワゴン）型の傍流で、大まかな目安としては全高を一般的な機械式立体駐車場の高さ制限である1,550mm以下に抑えた車種。全体的な特徴やコンセプトなどは軽トールワゴンと基本的に変わらないので当該項目を参照。
そもそも、全高に対して明確な基準があるわけではなく、あくまでメーカーの主張や専門家の見解によるものである。例えば、ミニバンといえば普通は車高1,550mm以上であるが、そうではないミニバンも現に存在する。また昨今では軽・登録車問わずミニバン以外のタイプの車種でも全高が高くなる傾向があるため、これらとの境界線もあやふやとなっている。
純然たる軽トールワゴン系との主な違いは、全高を1,550mmに抑えていることで立体駐車場に入庫できること、全高が低いぶん重心が低く抑えられること（より高レベルな走行性能および緊急回避能力）、いかにもユーティリティ然とした軽トールワゴン系よりもセダンライクな自動車として不自然さの少ないフォルムにできることなどがメリットとして挙げられる。一方で、軽トールワゴンに比べ車高が低いため頭上の開放感に欠け、乗降性もやや劣る。また、あくまで実用性を重視しているため、スクエアで味気ないデザインになりがちである。
軽セミトールワゴンの最盛期は2001年頃で、ダイハツ・MAX、三菱・eK、スバル・プレオのスマートルーフ仕様が相次いで発売された。このうちeKは2006年のフルモデルチェンジを経て、2013年発売の3代目eKまで全高1,550mmという純然たるセミトールワゴンスタイルを貫いた。現在では、スズキ・アルトやダイハツ・ミラ/ミライースなど一般的な乗用車と同じ車高で価格の安い軽ハッチバック（軽セダン、軽ボンネットバン。軽ボンネットバンは貨物扱いのため税金も安いという利点がある）と、スズキ・ワゴンRなどの軽トールワゴン及びダイハツ・タントやホンダ・N-BOXなどの軽ハイトールワゴン（概ね全高1,700mm超のモデル）にほぼ二極化しており、なおかつ軽ハッチバックの車高が1,500mm前後と軽セミトールワゴンに近いものが主流となっているため、実用性・デザイン・価格などあらゆる面で中途半端な軽セミトールワゴンは前述の軽ハッチバック、または軽トールワゴンと事実上統廃合されるような形となり、軽セミトールワゴンと言われるタイプの自動車は一時的に消滅した。
その後、2015年に発売されたホンダ・N-ONEのLOW DOWNモデルが前述の条件に当てはまるモデルとして製造・販売され、2020年のモデルチェンジでLOW DOWN規格が正式に後継となったため、現行モデルとしては当車種が唯一の軽セミトールワゴンに該当する。また概ね全高が1,510mm以上に達し、ラゲッジルームが定員乗車時でVDA法に換算し、200リットル以上の容量を確保している軽ハッチバック乗用車のことを「軽セミトールワゴン」と比喩的に扱われる場合がある。

## 車種一覧

### 現在生産されている車種
- ホンダ・N-ONE - 2代目のFF車。ただし、4WD車は全てのグレードの全高が1570mmに達しているためトールワゴン扱いとなる。初代では低全高仕様、G・LOWDOWN、Premium Tourer・LOWDOWNが該当

### 過去の車種
以下の車種は全て全高1550mmである。
- 三菱・eKシリーズ -2代目まで[注 3]
  - 日産・オッティ[注 4]（eKのOEM車種）
- ダイハツ・ネイキッド
- ダイハツ・MAX
- スバル・プレオ - 初代のスマートルーフ仕様

## 参考（近似）車種
- 軽トールワゴンの代表的車種
  - スズキ・ワゴンR/マツダ・フレア
  - ダイハツ・ムーヴ
  - スバル・ステラ(2代目以降はムーヴのOEM)
  - ホンダ・N-WGN
  - 三菱・eK(3代目以降)/日産・デイズ/日産・サクラ
- スズキ・Kei - スズキではセダンとSUVの間を埋める車種(2021年でいうところのCUV)としており、含めるかどうかは見解が分かれる
- メディアではセダンとして扱われることもあり、見解が分かれる
  - グレード問わず全高1550mmのボーダーラインを下回る車種
    - スズキ・アルト（9代目）
    - スズキ・セルボ（5代目）
    - スズキ・アルトラパン
    - ダイハツ・ミラ（7代目）
    - ダイハツ・ミラジーノ（2代目）
    - ダイハツ・ミラトコット

  - グレードによりボーダーラインを超えるか否かが変わってくる車種
    - ダイハツ・ミラココア

  - グレード問わずボーダーラインを超える車種
    - 三菱・i/i-MiEV - 2018年4月以降のi-MiEVはバンパーが若干大型化され、小型自動車（登録車）扱いとなった
- スズキ・MRワゴン/日産・モコ - 全高1590mmの初代モデルはしばしばメディアでセミトールワゴンとして扱われた
- ダイハツ・フェロー - 直接の関連性はないが、フォルムを崩さずファミリーユースや多人数乗車を考慮した軽自動車の草分け的存在
- 韓国版軽自動車｢キョンチャ｣規格の軽セミトールワゴン
※日本の軽自動車規格を超えるため、日本国内で登録した場合登録車扱いとなる。
  - キア・モーニング/ピカント
  - デーヴ・マティス→シボレー・スパーク